# Krymski Okręg Federalny

Położenie Krymskiego Okręgu Federalnego

Krymski Okręg Federalny (ros. Крымский федеральный округ) – jeden z okręgów federalnych Rosji, utworzony 21 marca 2014 roku przez prezydenta Władimira Putina, włączony do Południowego Okręgu Federalnego 28 lipca 2016 roku. Okręg obejmował anektowane przez Rosję dwie jednostki administracyjne Ukrainy: Republikę Krymu i miasto federalnego znaczenia Sewastopol. 
Siedzibą władz był Symferopol, a przedstawicielem prezydenta w tym okręgu został Oleg Bieławiencew.